# Nasi goreng jawa
Nasi goreng jawa (tiếng Indonesia có nghĩa là cơm chiên Java, tiếng Java: sega goreng jawa) là một món cơm chiên kiểu Java có nguồn gốc từ Java. Món ăn này có thể được tìm thấy trong ẩm thực của người Java và khá phổ biến ở Indonesia, đặc biệt là Java. Thông thường, món cơm này sử dụng sambal ulek làm gia vị và có vị cay.